# Janette Ovando
Pour l’article homonyme, voir Ovando.
 (avril 2019).
Janette Ovando Reazola (née le 27 octobre 1977) est une femme politique mexicaine affiliée au Parti action nationale. Elle a été députée à la 41e et la 43e législature du Congrès mexicain en tant que représentante du Chiapas. 
En 2016, elle est devenue présidente du comité directeur du Parti action nationale dans l'État du Chiapas. Cependant, en mai 2018, Ovando a été démise de ses fonctions en raison d'irrégularités et de la mauvaise gestion des fonds du parti. Durant son mandat, elle aurait détourné jusqu'à 11 millions de pesos de fonds du parti vers une église évangélique basée en Floride, le King of Glory International Ministries, dont elle est membre. Ovando a également admis au sein de l'appareil du parti des gens issus de sa congrégation religieuse qui n'avaient rien à voir avec le PAN, et les a ajoutés sur la liste de paie du parti. Sous sa direction, le militantisme en faveur du PAN a chuté au Chiapas et tous les comités municipaux du Parti de l'action nationale ont été fermés dans cet État.